# Proterorhinus
A Proterorhinus a sugarasúszójú halak (Actinopterygii) osztályának sügéralakúak (Perciformes) rendjébe, ezen belül a gébfélék (Gobiidae) családjába és a Benthophilinae alcsaládjába tartozó nem.

## Előfordulásuk
A Proterorhinus-fajok a következő tengerekben fordulnak elő: a Fekete-, az Azovi-, a Kaszpi- és az Égei-tengerben is. A Proterorhinus nasalis és a tarka géb (Proterorhinus semilunaris) új élőhelyeket is meghódítottak, főleg az ember segítségével, de ott inváziós fajjá váltak; az utóbbi faj eljutott Magyarországba és az Amerikai Egyesült Államokba is. Azonban nem mindegyik faj ennyire sikeres; a Proterorhinus tataricus, csak a Krím-félszigeten levő Chornaya folyóban található meg.

## Megjelenésük
Fajtól függően a halak hossza 9-11,5 centiméter, míg egy hosszanti sorban 36-54 pikkely lehet.

## Életmódjuk
Az összes faj mérsékelt övi és fenéklakó hal. A legtöbb Proterorhinus-faj a brakkvízhez alkalmazkodott és vannak állományaik mind a három vízfélében. Táplálékuk főleg gerinctelenek, de halivadék is.

## Szaporodásuk
Az ivarérettséget 1-2 évesen érik el. Az ívási időszakuk fajtól függően tavasszal és nyáron van. Általában a hím őrzi és gondozza az ikrákat.

## Rendszerezés
A nembe az alábbi 5 faj tartozik:
- tengeri tarka géb (Proterorhinus marmoratus) (Pallas, 1814) - típusfaj
- Proterorhinus nasalis (De Filippi, 1863)
- tarka géb (Proterorhinus semilunaris) (Heckel, 1837)
- Proterorhinus semipellucidus (Kessler, 1877)
- Proterorhinus tataricus Freyhof & Naseka, 2008